# Ванисчала
Ванисчала (груз. ვანისჭალა) — село в Грузии, на территории Цхалтубского муниципалитета края (мхаре) Имеретия.

## География
Село находится в западной части Грузии, на правом берегу реки Риони, на расстоянии 20 километров к северо-востоку от города Цхалтубо, административного центра муниципалитета. Абсолютная высота — 614 метров над уровнем моря.

## Население
По результатам официальной переписи населения 2014 года, в Ванисчале проживало 3 человека (3 мужчины). В национальной структуре населения грузины составляли 100 %.
| Год  | Население, человек |
| ---- | ------------------ |
| 2002 | 113                |
| 2014 | ↘ 3                |